# Ptolemaios XIII Filopator Filadelfos
Ptolemaios XIII Filopator Filadelfos, född 62 eller 61 f.Kr., död 13 januari 47 f.Kr., kung i ptolemeiska riket, 51 f.Kr. – 47 f.Kr., tillsammans med sin äldre syster, den berömda Kleopatra VII. 
Efter att ha hamnat i stridigheter med brodern och dennes mäktige beskyddare och drivits i exil i Syrien tog Kleopatra i hemlighet kontakt med den romerske diktatorn Julius Caesar, som anlänt till Alexandria i jakt på sin besegrade (och sedermera mördade) motståndare Pompejus. 
Sedan Kleopatra återinsatts på den egyptiska tronen som medregent till Ptolemaios utbröt stridigheter mellan dennes förmyndare (huvudsakligen Pothinus och generalen Achillas) och Caesars trupper. Caesar och Kleopatra uthärdade ståndaktigt den belägring i palatskvarteren som fortskred i flera månader innan förstärkningar från Roms vasallstat Pergamum anlände för att bistå. Belägringen bröts och Ptolemaios styrkor drevs på flykten, delvis förorsakat av att Achillas mördats på Ptolemaios andra syster Arsinoës anstiftan varpå hon och hennes älskare Ganymedes övertagit befälet över den egyptiska armén. 
Caesar, Kleopatra och Mithidates mötte Ptolemaios på nytt vid Nilens strand och sedan de kungatrogna massakrerats i striden drunknade Ptolemaios. Det är dock ej klarlagt om han begick självmord, mördades på Caesars eller systerns anstiftan eller förolyckades sedan han försökt simma över floden.